# 池田郡
- 令制国一覧 > 東山道 > 美濃国 > 池田郡
- 日本 > 中部地方 > 岐阜県 > 池田郡

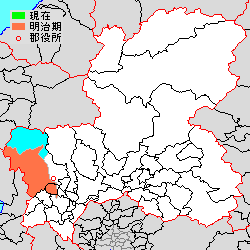
岐阜県池田郡の位置（水色：後に他郡から編入した区域）

池田郡（いけだぐん）は、岐阜県（美濃国）にあった郡。

## 郡域
1879年（明治12年）に行政区画として発足した当時の郡域は、以下の区域にあたる。
- 大垣市の一部（南市橋町）
- 揖斐郡揖斐川町の大部分（下岡島・上岡島を除く揖斐川以西）
- 揖斐郡池田町の大部分（白鳥・杉野を除く）

## 歴史
10世紀の和名類聚抄成立までに安八郡から分離した。

### 近世以降の沿革
- 「旧高旧領取調帳」に記載されている明治初年時点での支配は以下の通り。幕府領は大垣藩預地。（67村）

| 知行        | 知行                                         | 村数 | 村名 |
| ----------- | -------------------------------------------- | ---- | --- |
| 藩領        | 備中岡田藩                                   | 1村  | 脛永村 |
| 藩領        | 尾張藩                                       | 4村  | 東野村（現・揖斐郡揖斐川町）、西横山村、岡村、山洞村 |
| 藩領        | 尾張藩 大垣藩                                | 2村  | 大門村、溝尻村 |
| 藩領        | 大垣藩                                       | 49村 | 東野村（現・揖斐郡池田町）、池田野新田、市橋村、藤代村、田畑村、小寺村、宮地村、小牛村、段村、船子村、市場村、瑞岩寺村、白樫村、堀村、和田村、黒田村、田中村、萩原村、本郷村、上野村、畑尻村、広尾村、三倉村、外津汲村、西津汲村、日坂村、羽根村、川上村、西村、親村、杉原村、北村、池戸村、中郷村、寺本村、中山村、香六村、川合村、上ヶ流村、下ヶ流村、坂本村、種本村、江渡村、砂畑村、上田村、新宮村、青柳村、願成寺村、粕河原新田 |
| 藩領 幕府領 | 大垣藩 大垣藩預地                            | 1村  | 八幡村 |
| 藩領 旗本領 | 別所孫四郎 日根野左京 加藤平内 大垣藩 尾張藩 | 1村  | 片山村 |
| 藩領 旗本領 | 岡田藩 青木九十郎                            | 1村  | 沓井村 |
| 旗本領      | 加藤平内                                     | 3村  | 六之井村、般若畑村、草深村 |
| 旗本領      | 徳山出羽守                                   | 4村  | 漆原村、池田村、戸入村、門入村 |
| 旗本領      | 松波平左衛門                                 | 1村  | 野中村 |

- 慶応4年
  - 4月15日（1868年5月7日） - 幕府領・旗本領が笠松裁判所の管轄となる。
  - 閏4月25日（1868年6月15日） - 笠松裁判所の管轄地域が笠松県の管轄となる。
- 明治初年 - 領地替えにより大垣藩領の一部（池田野新田・東野村）、名古屋藩領の一部（西横山村・岡村・東野村・大門村・溝尻村・片山村）が笠松県の管轄となる。
- 明治4年
  - 7月14日（1871年8月29日） - 廃藩置県により、藩領が大垣県、名古屋県、岡田県となる。
  - 11月22日（1872年1月2日） - 第1次府県統合により、全域が岐阜県の管轄となる。
  - 畑尻村・広尾村が上野村に合併。（65村）
- 明治7年（1874年）9月[1]（69村）
  - 池戸村の一部が分立して滝村・樫村となる。
  - 上ヶ流村の一部が分立して谷山村となる。
  - 香六村の一部が分立して小宮神村となる。
  - 2ヶ所存在した東野村がそれぞれ上東野村（現・揖斐郡揖斐川町）・下東野村（現・揖斐郡池田町）に改称。
- 明治8年（1875年）
  - 1月 - 以下の各村の統合が行われる[2]。（59村）
    - 谷合村 ← 川合村、中山村、香六村、小宮神村
    - 美束村 ← 寺本村、種本村、中郷村
    - 六合村 ← 滝村、樫村、池戸村、下ヶ流村、上ヶ流村、谷山村

  - 6月 - 以下の各村の統合が行われる。（51村）
    - 開田村 ← 漆原村、池田村
    - 小島村 ← 野中村、堀村、大門村、溝尻村
    - 津倉村 ← 三倉村、外津汲村
    - 広瀬村 ← 羽根村、西村、北村
    - 鶴見村 ← 親村、杉原村

  - 10月 - 江渡村が片山村に合併。（50村）
- 明治9年（1876年）5月 - 池田野新田が池野村に、粕河原新田が粕河原村にそれぞれ改称。
- 明治12年（1879年）2月18日 - 郡区町村編制法の岐阜県での施行により、行政区画としての池田郡が発足。「大野池田郡役所」が大野郡三輪村に設置され、同郡とともに管轄。
- 明治15年（1882年）
  - 7月12日 - 津倉村が分割して三倉村・外津汲村となる。（51村）
  - 9月2日 - 谷合村が分割して川合村・中山村・香六村・小宮神村となる。（54村）
- 明治22年（1889年）7月1日 - 町村制の施行により、徳山村、春日村、東横山村、西横山村、鶴見村、東杉原村、広瀬村、坂本村、川上村、日坂村、西津汲村、外津汲村、三倉村、乙原村、東津汲村、樫原村、小津村（現・揖斐郡揖斐川町）、八幡村、片山村（現・揖斐郡池田町）、市橋村（現・大垣市、揖斐郡池田町）、藤代村、下東野村、上田村、砂畑村、六之井村、池野村、本郷村、萩原村、青柳村、田畑村、草深村、山洞村、小寺村、宮地村、小牛村、願成寺村、般若畑村、段村、船子村、田中村、粕河原村、沓井村（現・揖斐郡池田町）、脛永村、小島村、上野村、岡村、和田村、上東野村、市場村、瑞岩寺村、白樫村、新宮村、黒田村（現・揖斐郡揖斐川町）が発足。それにともない以下の変更が行われる。（53村）
  - 開田村・戸入村・門入村が大野郡徳山村・山手村・櫨原村・塚村と合併して徳山村が発足。
  - 六合村・小宮神村・香六村・川合村・中山村・美束村が合併して春日村が発足。
  - 大野郡東横山村・東杉原村・乙原村・東津汲村・樫原村・小津村の所属郡が本郡に変更。
- 明治30年（1897年）4月1日 - 郡制の施行のため、池田郡および大野郡の一部の区域をもって揖斐郡が発足。同日池田郡廃止。

## 行政
大野・池田郡長
特記なき場合『揖斐郡志』による。
| 代 | 氏名       | 就任年月日                | 退任年月日                | 備考                                       |
| -- | ---------- | ------------------------- | ------------------------- | ------------------------------------------ |
| 1  | 青山直道   | 明治12年（1879年）2月25日 | 明治14年（1881年）1月28日 |                                            |
| 2  | 棚橋衡平   | 明治14年（1881年）2月3日  | 明治21年（1888年）5月19日 |                                            |
| 3  | 野部義範   | 明治21年（1888年）6月9日  | 明治24年（1891年）7月7日  |                                            |
| 4  | 錦見貫一郎 | 明治24年（1891年）7月7日  | 明治26年（1893年）5月12日 |                                            |
| 5  | 吉井常也   | 明治26年（1893年）5月12日 | 明治27年（1894年）1月26日 |                                            |
| 6  | 伊藤祐之   | 明治27年（1894年）1月26日 | 明治30年（1897年）4月1日  | 美濃国大野郡の一部との合併により池田郡廃止 |